# Pliensbachien
Stratigraphie
Sinémurien Toarcien

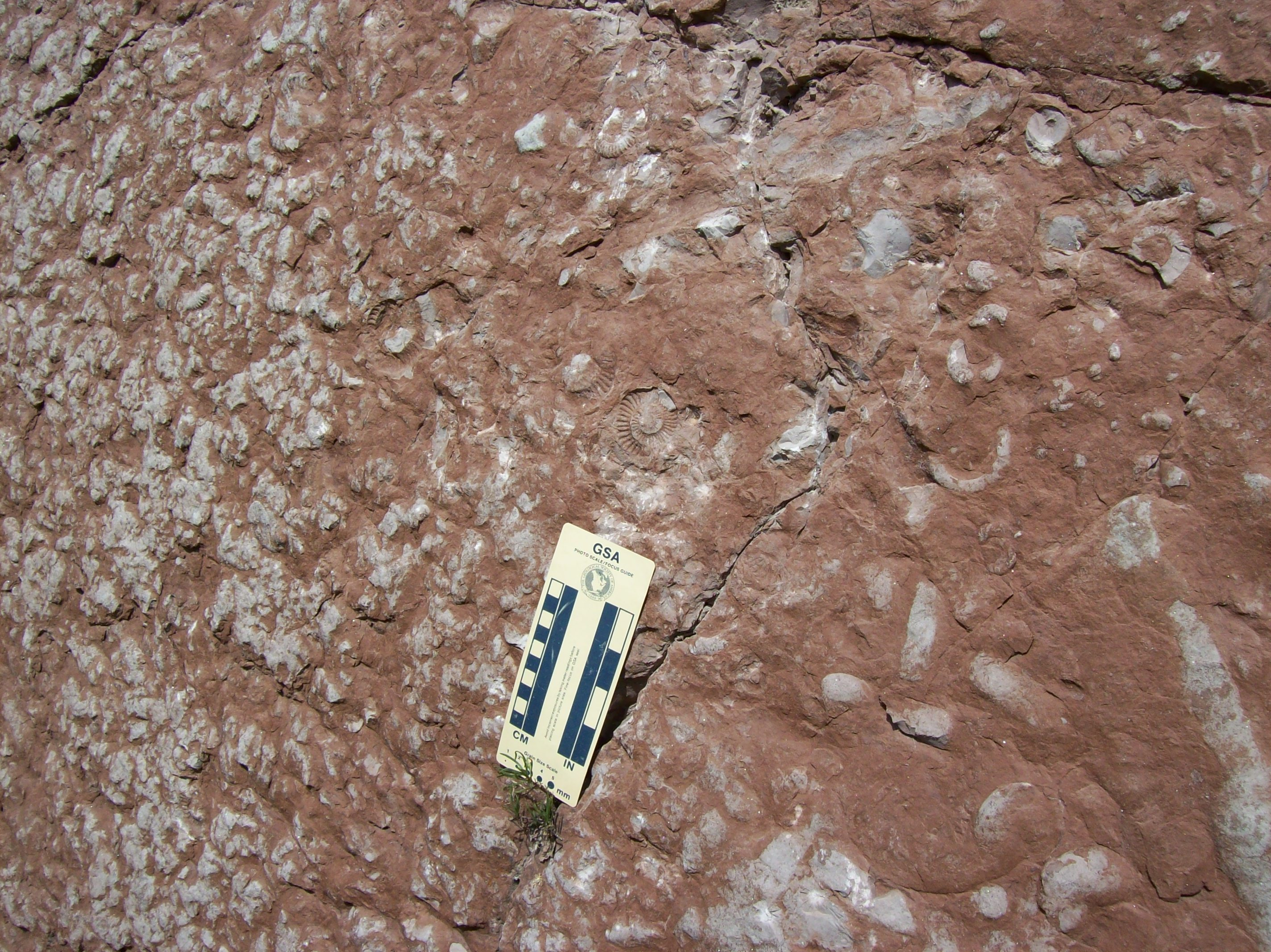
Faciès particulier, dit ammonitico rosso, dans la région de la Brianza en Lombardie (Italie). Calcaire argileux et noduleux, riches en ammonites (genres Arieticeras s.l. et Dactylioceras), qui datent ici le faciès du Domérien (Pliensbachien supérieur).

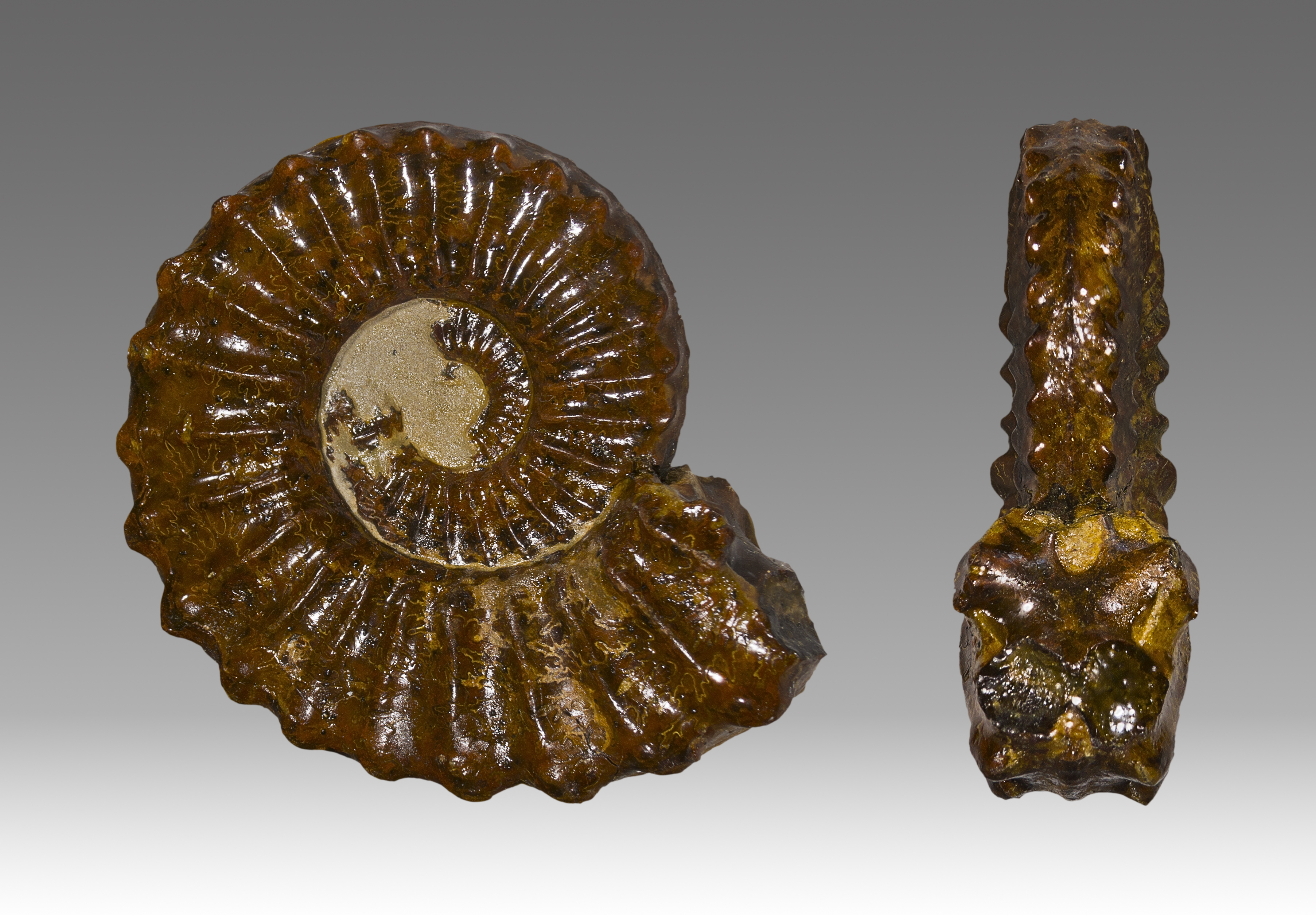
Phragmocône pyriteux de Pleuroceras spinatum (Muséum de Toulouse), espèce d'ammonite, index de la biozone à Spinatum du sommet du Pliensbachien.

Le Pliensbachien est un étage du Jurassique inférieur (Lias) succédant au Sinémurien et précédant le Toarcien, d'une durée d'environ 8 millions d'années comprise entre 192,9 ± 0,3 Ma et 184,2 ± 0,3 Ma. Le Charmouthien est un synonyme du Pliensbachien.
Il regroupe deux sous-étages :
- un sous-étage inférieur : le Carixien
- un sous-étage supérieur : le Domérien

## Stratotype

### Stratotype historique
Le stratotype historique du Pliensbachien a été défini sous le nom de Pliensbach Gruppe par le paléontologue allemand Carl Albert Oppel en 1856-1858 sur des affleurements des rives du ruisseau Pliensbach près du village du même nom situé à proximité de la petite ville de Zell unter Aichelberg (commune du Bade-Wurtemberg), à 35 kilomètres au sud-ouest de Stuttgart en (Allemagne).
Ce nom d'étage a remplacé celui de Liasien  proposé par Alcide d'Orbigny quelques années plus tôt, mais qui avait le défaut de ne pas être clairement localisé d'un point de vue géographique.

### Stratotype, PSM
La commission stratigraphique internationale et l'Union internationale des sciences géologiques (UISG) ont choisi, puis ratifié le point de référence mondial, appelé Point Stratotypique Mondial (PSM), pour la base du Pliensbachien en mars 2005,,.
Le site du PSM de la base du Pliensbachien est localisé sur une falaise de la côte de la mer du Nord anglaise, au lieu-dit Wine Haven à environ 3 kilomètres au S-SE du village de pêcheurs de Robin Hood's Bay, à 8 kilomètres au sud du port de Whitby dans le Yorkshire du Nord.
Il est défini au sein d'alternances d'argiles pyriteuses et de calcaires gréseux. Dans cette série, les ammonites sont les seuls fossiles à la fois diversifiés et fréquents. C'est l'apparition des ammonites du genre Apoderoceras sp. et de l'espèce Bifericeras donovani qui détermine la base de l'étage. Les autres groupes de fossiles présents bivalves, bélemnites et brachiopodes sont trop peu nombreux pour être utilisés en biostratigraphie, il en est de même pour les microfossiles : foraminifères, ostracodes et palynomorphes.
Le PSM de la base de l'étage Toarcien, qui vient après le Pliensbachien et en délimite le sommet, n'a pas encore été défini,.

## Subdivisions
Les ammonites constituent le principal groupe utilisé pour la biozonation de l'étage.
| Étage         | Sous-étage | Zone         | Sous-zone   |
| ------------- | ---------- | ------------ | ----------- |
| Pliensbachien | Domérien   | Spinatum     | Hawskerense |
| Pliensbachien | Domérien   | Spinatum     | Apyrenum    |
| Pliensbachien | Domérien   | Margaritatus | Gibbosus    |
| Pliensbachien | Domérien   | Margaritatus | Subnodosus  |
| Pliensbachien | Domérien   | Margaritatus | Stokesi     |
| Pliensbachien | Carixien   | Davoei       | Figulinum   |
| Pliensbachien | Carixien   | Davoei       | Capricornus |
| Pliensbachien | Carixien   | Davoei       | Maculatum   |
| Pliensbachien | Carixien   | Ibex         | Luridum     |
| Pliensbachien | Carixien   | Ibex         | Valdani     |
| Pliensbachien | Carixien   | Ibex         | Masseanum   |
| Pliensbachien | Carixien   | Jamesoni     | Jamesoni    |
| Pliensbachien | Carixien   | Jamesoni     | Brevispina  |
| Pliensbachien | Carixien   | Jamesoni     | Polymorphus |
| Pliensbachien | Carixien   | Jamesoni     | Taylori     |

## Paléogéographieetfaciès
Parmi les affleurements célèbres du Pliensbachien, on peut citer :
- les falaises et l'estran du stratotype sur la côte du Yorkshire du Nord anglais, appelés « formation de Cleveland » ;
- les affleurements de la côte de la Manche près du bourg de Charmouth dans le Dorset en Angleterre ;
- les affleurements dans la région du stratotype initial dans le Jura souabe (sud de l'Allemagne) ;
- une partie du faciès ammonitico rosso affleurant en Lombardie (Italie) est d'âge Pliensbachien, etc.

## Paléontologie
Dans le groupe des ammonites, l'étage débute par un remplacement progressif des Psiliocératacés par les Eoderoceratacés. La faune d'ammonites est nombreuse et variée : Uptonia, Phricodoceras, Apoderoceras, Polymorphites, Platypleuroceras, Tragophylloceras, Tropidoceras, Acanthopleuroceras, Beaniceras, Prodactylioceras, Aegoceras, Oistoceras, Protogrammoceras, Arieticeras, Amaltheus, Pleuroceras, etc.